# 9 tháng 2
Ngày 9 tháng 2 là ngày thứ 40 trong lịch Gregory. Còn 325 ngày trong năm (326 ngày trong năm nhuận).

## Sự kiện
- 474 – Zeno đăng quang đồng hoàng đế của Đế quốc Đông La Mã.
- 1234 – Triều Kim diệt vong với việc Kim Mạt Đế Hoàn Nhan Thừa Lân tử chiến trước liên quân Mông-Tống chưa đầy một ngày sau khi đăng cơ, ông cũng là hoàng đế ở ngôi ngắn nhất trong lịch sử Trung Quốc, tức ngày Kỉ Dậu (10) tháng 1 năm Giáp Ngọ.
- 1468 – Công tước Sigismund và Giám mục Tullbeck đã cử hành lễ đặt viên đá đầu tiên cho Nhà thờ Đức Bà München mới.
- 1555  –  Giám mục Gloucester John Hopper bị thiêu sống dưới thời trị vì của nữ hoàng Mary I của Anh.
- 1621 – Grêgôriô XV trở thành giáo hoàng thứ 234 của giáo hội công giáo La Mã.
- 1775 – Chiến tranh cách mạng Hoa Kỳ: Quốc hội Anh tuyên bố Massachusetts nổi dậy.
- 1778   – Rhode Island trở thành tiểu bang thứ tư của Hoa Kỳ phê chuẩn các điều khoản hợp bang.
- 1796 – Càn Long chính thức thoái vị, nhường lại ngôi hoàng đế triều Thanh cho con là Ngung Diễm, tức Gia Khánh, tức ngày Mậu Thân (1) tháng 1 năm Bính Thìn.
- 1822  –  Haiti tấn công Cộng hòa Dominica mới thành lập ở phía đông đảo Hispaniola.
- 1825 – Sau khi không có ứng cử viên nào giành được đa số phiếu đại cử tri đoàn trong cuộc bầu cử tổng thống năm 1824, Hạ viện Hoa Kỳ lựa chọn John Quincy Adams làm Tổng thống Hoa Kỳ.
- 1861 – Nội chiến Hoa Kỳ: Jefferson Davis được bầu làm tổng thống lâm thời của Liên minh quốc châu Mỹ trong Hội nghị Liên minh tại Montgomery, Alabama.
- 1895 – Một người Mỹ tên là William G. Morgan tạo ra một môn thể thao gọi là "Mintonette", môn thể thao sau được gọi là Bóng chuyền.
- 1900 – Giải quần vợt đồng đội quốc tế Cúp Davis lần đầu tiên được tổ chức.
- 1904 – Chiến tranh Nga-Nhật: Hải chiến cảng Lữ Thuận giữa Hải quân Đế quốc Nga và Hải quân Đế quốc Nhật Bản kết thúc.
- 1904   – Chiến tranh Nga-Nhật: Quân Nhật Bản giành thắng lợi trước quân Nga trong Hải chiến vịnh Chemulpo ở vùng biển phía tây Hàn Quốc.
- 1913  –  Một nhóm sao băng có thể được nhìn thấy trên phần lớn bờ biển phía đông châu Mỹ , khiến các nhà thiên văn học kết luận nguồn gốc là một vệ tinh tự nhiên nhỏ, tồn tại trong thời gian ngắn của Trái Đất.
- 1920 – Theo các điều khoản của Hiệp định Svalbard, quốc tế công nhận chủ quyền của Na Uy đối với quần đảo Svalbard ở vùng Bắc Cực, và xác định quần đảo là một khu phi quân sự.
- 1922 – Brasil trở thành một thành viên của Công ước Bern về bảo hộ quyền tác giả.
- 1929 – Thành viên của Việt Nam Quốc dân đảng ám sát trùm mộ phu người Pháp là Bazin, khiến chính phủ Đông Dương thuộc Pháp tiến hành trấn áp.
- 1931  –  Lý Tự Trọng đã bắn chết tên mật thám Le Grand nhằm bảo vệ diễn giả Phan Bôi đang diễn thuyết tại quảng trường Lareni, sau đó anh bị bắt và bị kết án tử hình ở Khám Lớn Sài Gòn vào ngày 21 tháng 11 năm 1931 lúc mới 17 tuổi.
- 1934  – Khối đồng minh Balkan  được hình thành giữa Nam Tư , Thổ Nhĩ Kỳ , Hy Lạp và România.
- 1943 – Chiến tranh thế giới thứ hai: Sĩ quan Hoa Kỳ Alexander Patch nhận ra quân Nhật Bản đã đi khỏi và công bố Guadalcanal an toàn cho lực lượng Đồng Minh, đánh dấu Chiến dịch Guadalcanal kết thúc.
- 1951  – Chiến tranh Triều Tiên : Vụ thảm sát Geochang kéo dài hai ngày bắt đầu khi một tiểu đoàn thuộc Sư đoàn 11 của Quân đội Hàn Quốc giết chết 719 công dân không có vũ khí ở Geochang , thuộc quận Gyeongsang của Hàn Quốc .
- 1959 – Đơn vị tên lửa chiến lược Tên lửa R-7 được triển khai tại Plesetsk, tây bắc Liên Xô.
- 1964 – Ban nhạc Anh Quốc Beatles xuất hiện lần đầu trong The Ed Sullivan Show, tạo nên kỉ lục với 73 triệu khán giả.
- 1965 – Chiến tranh Việt Nam: Toán lính Mỹ đầu tiên được gửi đến Nam Việt Nam.
- 1969 – Chuyến bay thử đầu tiên của Boeing 747 được diễn ra.
- 1986 –  Sao chổi Halley xuất hiện lần cuối trong Hệ Mặt Trời.
- 1991 – Giải thể Liên Xô : Cử tri ở Litva bỏ phiếu đòi độc lập khỏi Liên Xô.
- 1996 – Copernici được phát hiện bởi Victor Ninov , Sigurd Hofmann và các cộng sự.

## Sinh
- 1441 – Ali-Shir Nava'i, nhà thơ, nhà ngôn ngữ học, họa sĩ người Đột Quyết Trung Á (m. 1501)
- 1737 – Thomas Paine, triết gia, tác gia, nhà hoạt động người Anh Quốc-Mỹ (m. 1809)
- 1739 – Trịnh Sâm, vị chúa thứ 8 của vương tộc Trịnh cầm quyền ở miền Bắc Đại Việt thời Lê Trung hưng (m. 1782)
- 1773 – William Henry Harrison, tổng thống Hoa Kỳ thứ 9 (m. 1841)
- 1783 – Vasily Zhukovsky, nhà thơ người Nga, tức 29 tháng 1 theo lịch Julius (m. 1852)
- 1816 – Alfred Ludwig von Degenfeld, tướng lĩnh và chính trị gia người Đức (m. 1888)
- 1830 – Abdul Aziz, sultan của Ottoman (m. 1876)
- 1846 – 
  - Wilhelm Maybach, doanh nhân người Đức, thành lập Maybach (m. 1929)
  - Leopold, thành viên vương thất Bayern, nguyên soái người Đức (m. 1930)
- 1867 – Natsume Sōseki, tác gia người Nhật Bản, tức 5 tháng 1 năm Đinh Mão (m. 1916)
- 1885 – Alban Berg, nhà soạn nhạc người Áo (m. 1935)
- 1907 – Trường Chinh, tổng bí thư Đảng Cộng sản Việt Nam (m. 1988)
- 1928 – Rinus Michels, cầu thủ và huấn luyện viên bóng đá người Hà Lan (m. 2005)
- 1931 – Josef Masopust, cầu thủ và huấn luyện viên bóng đá người Tiệp Khắc
- 1940 – John Maxwell Coetzee, nhà văn người Nam Phi, đoạt giải Nobel
- 1943 – Joseph Stiglitz, nhà kinh tế học người Mỹ, đoạt giải Nobel
- 1945 – Mia Farrow, diễn viên Mỹ
- 1946 – Jim Webb, chính trị gia người Mỹ
- 1951 – Adachi Mitsuru, mangaka người Nhật Bản
- 1963 – Vưu Khải Hiền, ca sĩ, nhạc sĩ, nhà sản xuất âm nhạc Malaysia
- 1979 – Chương Tử Di, diễn viên người Trung Quốc
- 1980 – Angelos Charisteas, cầu thủ bóng đá người Hy Lạp
- 1981 – Tom Hiddleston, diễn viên người Anh Quốc
- 1984 – Hàn Canh, ca sĩ, diễn viên, vũ công người Trung Quốc (Super Junior)
- 1985 - Nguyên Chấn Phong (Huỳnh Ngọc Quý), ca sĩ kiêm nhạc sĩ người Việt Nam
- 1986 – Choi Jin-hyuk, diễn viên người Hàn Quốc
- 1988 – Lotte Friis, kình ngư người Đan Mạch
- 1989 – Ngô Già Khánh, vận động viên bi-a người Đài Loan
- 1995 - Johnny Suh, ca sĩ, diễn viên, người mẫu, vũ công, thành viên người Mỹ (NCT)
- 2003 – Kim Sun-woo (nghệ danh: Sunoo), ca sĩ Hàn Quốc của nhóm nhạc ENHYPEN

## Mất
- 1199 – Minamoto no Yoritomo, tướng quân của Nhật Bản, tức 13 tháng 1 năm Kỉ Mùi (s. 1147)
- 1234 – Hoàn Nhan Thủ Tự, tức Ai Tông, hoàng đế của triều Kim, tức ngày Kỉ Dậu (10) tháng 1 năm Giáp Ngọ.
- 1234   – Hoàn Nhan Thừa Lân, hoàng đế của triều Kim.
- 1640 – Murad IV, sultan của Ottoman (s. 1612)
- 1881 – Fyodor Dostoevsky, tác gia người Nga, tức 28 tháng 1 theo lịch Julius (s. 1821)
- 1961 - Trần Văn Soái, tướng lĩnh người Việt Nam (sinh 1889)
- 1977 – Sergey Ilyushin, nhà thiết kế máy bay người Liên Xô (s. 1894)
- 1984 – Yuri Andropov, tổng bí thư Đảng Cộng sản Liên Xô (s. 1914)
- 1989 – Osamu Tezuka, mangaka người Nhật Bản (b. 1928)
- 1994 – Howard Martin Temin, nhà di truyền học người Mỹ, đoạt giải Nobel (s. 1934)
- 1995 – J. William Fulbright, chính trị gia người Mỹ (s. 1905)
- 1996 – Yun Chi-Young, chính trị gia người Hàn Quốc (s. 1898)
- 2001 – Herbert A. Simon, nhà kinh tế học người Mỹ, đoạt giải Nobel (s. 1916)
- 2002 – Margaret, thành viên vương thất Anh Quốc (s. 1930)
- 2005 – Khánh Băng, nhạc sĩ Việt Nam (s. 1935)
- 2013 – Fukuda Keiko, võ sư người Nhật Bản-Mỹ (s. 1913)
- 2022 – Y Phương, nhà văn người Việt Nam (s. 1948)